# Jeziora Wielkie (plaats)
Jeziora Wielkie is een dorp in het Poolse woiwodschap Koejavië-Pommeren, in het district Mogileński. De plaats maakt deel uit van de gemeente Jeziora Wielkie en telt 560 inwoners.